# ミコシ
神輿（ミコシ）は、テクノコーシン（現：ラスター）が2002年に製造したパチスロ機。

## ボーナス抽選確率（メーカー発表値）
| 設定 | BIG確率 | REG確率 |
| ---- | ------- | ------- |
| 1    | 1/431   | 1/655   |
| 2    | 1/410   | 1/655   |
| 3    | 1/390   | 1/655   |
| 4    | 1/372   | 1/655   |
| 5    | 1/356   | 1/655   |
| 6    | 1/298   | 1/655   |

## 概要
主にAT「天神ボーナス」によりメダルを増やすA-400+AT機。
「天神ボーナス」に突入すると10ゲームまたは20ゲーム1セットで筐体上部「EXリール」の演出に従ってメダルを獲得でき、2セット以上の継続が見込める。
「天神ボーナス」の突入契機は複数あるが、白7揃い・純ハズレ・REG後10ゲーム内のリプレイ2連続外しの成功が主なものとなる（リプレイ2連続外しによる天神ボーナスは2セットのみ）。最低2セット、かつ連チャン性もあり、最も継続の期待が大きい白7揃いによるものでは2-100セットの継続、5連チャンまでの可能性があった。
また、当初発表時にはREG終了後のリプレイハズシによる「天神ボーナス」突入チャンスが公表されておらず、後の発表後に物議をかもした（REG終了後の10プレイまではリプレイが成立すると必ず「EXリール」に演出が発生するため、リプレイ成立を事前に知ることはできた）。

後述する「ミリオンチャンス」も含めて、AT機全盛時代においても高設定においては屈指の出玉爆発力・瞬発力を誇り、爆裂機の代名詞となる。

## ミリオンチャンス
本機種の大きな特徴として「ミリオンチャンス」と名付けられたモーニング機能がある。
これはメーカーによって本機に組み込まれた機能であり、ホール側で25000枚または50000枚の設定ができ、設定すると、打ち出してから300-900ゲームの間に発動し、筐体上部のドット部分に本日お祭り中と表示される。指定枚数が出るまでATが継続する「お祭り用仕込み機能」であり、いわゆるイベント用専用機能という点で特筆できるが、一部のホールでは実際に使用された。